# Kamāl ud-Dīn Behzād

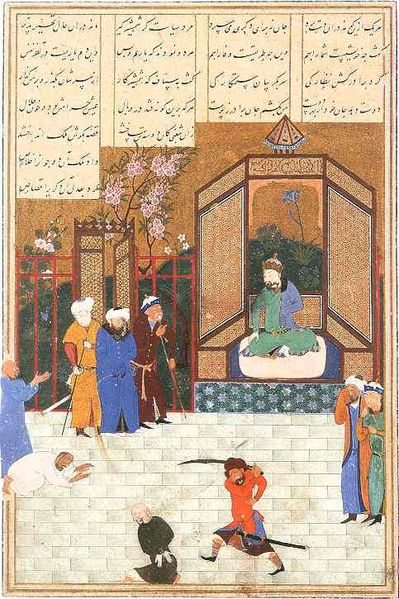
Miniatura de Kamāl ud-Dīn Behzād sobre la decapitación de un rey.

Kamāl ud-Dīn Behzād Herawī, también conocido como Kamal al-din Bihzad o Kamaleddin Behzad (c. 1450 – c. 1535) fue un pintor de miniaturas persa y jefe de los talleres reales en Herat y Tabriz durante el periodo timúrida tardío y durante la primeros años del Imperio safávida.

## Obra y estilo

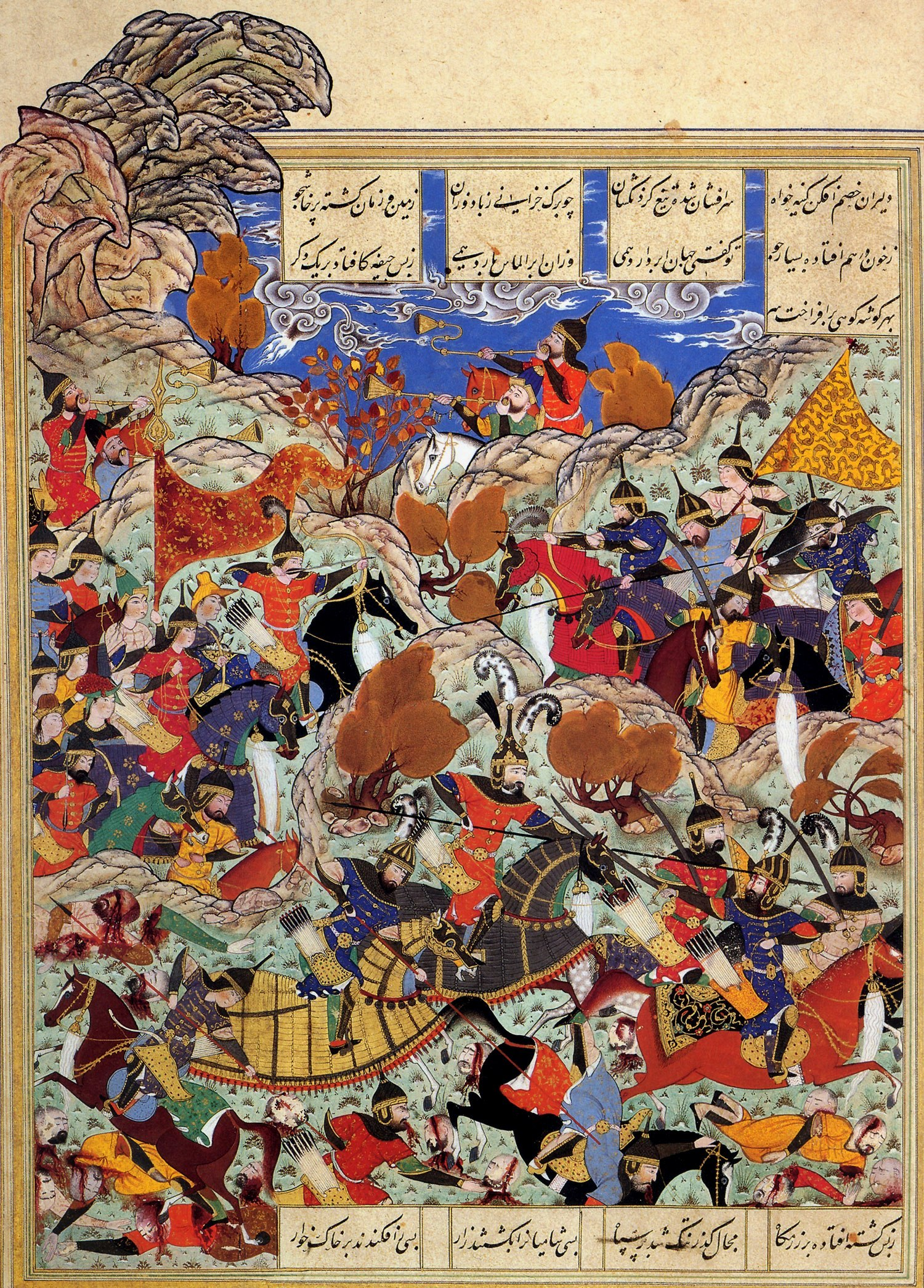
Campo de batalla de Timur y el rey egipcio.

Behzad es el pintor más reconocido de miniaturas persas, aunque propiamente se debería hablar de él como el maestro del taller (o kitabkhāna) de producción de manuscritos ilustrados según el estilo que él mismo creó. La miniatura persa de este período con frecuencia utiliza elementos arquitectónicos geométricos en el contexto estructural y compositivo, sobre los que se disponen los textos. Behzad es hábil con las áreas orgánicas de paisaje, pero donde emplea el estilo tradicional geométrico Behzad fuerza la composición empleando dos recursos. El primero de ellos es que a menudo utiliza áreas vacías carentes de decoración alrededor de la acción. También organiza sus composiciones según el movimiento del ojo del observador a lo largo de la imagen siguiendo el curso de la acción. Los gestos de las figuras y objetos no son solo naturales, expresivos y activos, sino que además están dispuestos para guiar la mirada del espectador a lo largo del plano del cuadro. También emplea el contraste cromático con más énfasis y habilidad que otros miniaturistas medievales islámicos. Otra cualidad de su obra narrativa es su picaresca. La individualidad y su sorprendente creatividad narrativa son algunas de las cualidades que distinguen las obras de Bezhad y que coinciden con su intención literaria. Behzad también utiliza símbolos sufíes y el color para transmitir significado simbólico. Proporcionó un mayor naturalismo a la tradicional pintura persa, en particular en la representación de las figuras más individualizada y el uso de gestos y expresiones realistas.
Su obra más famosa es "La seducción de Yusuf" del poeta Sa'di Bustan y que data de 1488, y las ilustraciones en la Biblioteca Británica del manuscrito de Nezami de 1494-95 – particularmente las escenas de Layla y Majnún y Haft Paykar. La atribución de ilustraciones al propio Behzad resulta difícil (aunque muchos académicos dudan de su importancia), pero la mayoría de obras formalmente atribuidas datan de 1488 a 1495.
Este artista es mencionado en la famosa novela de Orhan Pamuk, Me llamo Rojo, como uno de los grandes miniaturistas persas.

## Biografía
Behzad nació, vivió y trabajó en Herat (en la actualidad, Afganistán) durante el periodo timúrida, e inicios de la dinastía safávida. Siendo huérfano, fue criado por el destacado pintor Mirak Naqqash, y protegido de Mir Ali Shir Nava'i. Sus principales clientes en Herat fueron el sultán timúrida Husayn Bayqarah (que gobernó de 1469 a 1506) y otros emires de su círculo. Hasta la caída timúrida, trabajó para Ismail I Safavi en Tabriz, donde, como director de los talleres reales, tuvo un importante impacto en la posterior pintura safávida y mogol.
Behzad murió en 1535 y su tumba se encuentra en Tabriz. Un busto del artista se erigió sobre la tumba mucho más tarde.

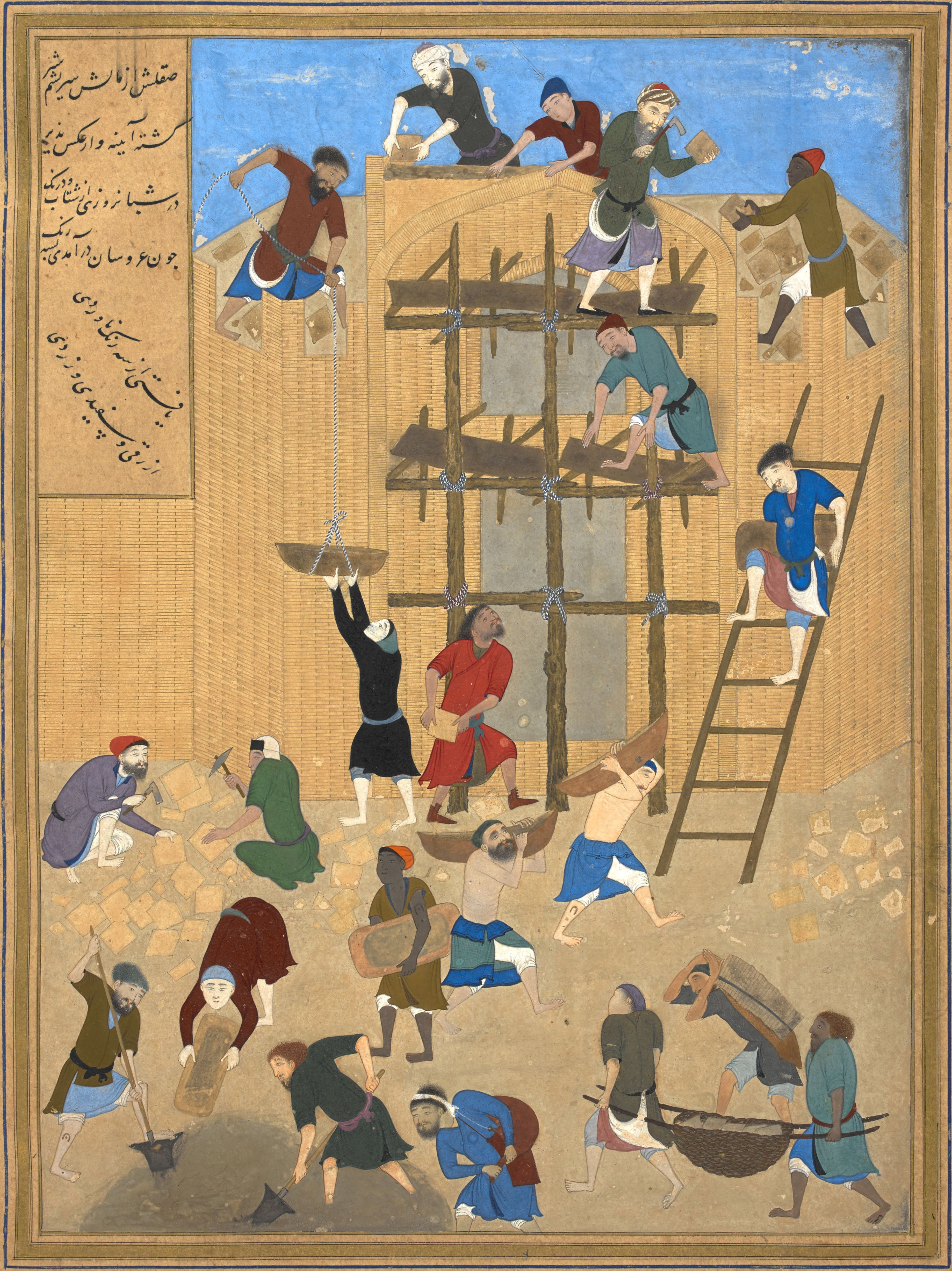
La construcción del castillo Khavarnaq (en árabe: الخورنق) en al-Hira, c. miniatura de 1494-1495.